# Domenico Maria Belzoppi
Domenico Maria Belzoppi (Borgo Maggiore, 14 novembre 1796 – 8 febbraio 1864) è stato un politico sammarinese, è stato più volte Capitano reggente della Repubblica di San Marino.

## Biografia
Nel 1831 sposò Maria Giannini. Hanno avuto 3 figli.
Fu affiliato alla Carboneria.
Secondo alcune fonti nel 1849 ha dato il rifugio a Giuseppe Garibaldi durante il periodo delle guerre d'indipendenza italiane.